# Ducula chalconota
Ducula chalconota е вид птица от семейство Гълъбови (Columbidae).

## Разпространение
Видът е разпространен в Индонезия и Папуа Нова Гвинея. Видът е категоризиран като незастрашен.